# Ізабелла Престон
Ізабелла Престон (англ. Isabella Preston; 4 листопада 1881 — 31 січня 1965) — селекціонерка та державна службовиця, широко відома досягненнями у гібридизації та у роботі з виведення декоративних рослин. Вивела майже 200 гібридів лілії, бузку, яблунь, ірису та троянди, придатних для вирощування в умовах холодного клімату Канади. Хоча жінок, що займалися селекцією рослин, було досить мало у той час, Ізабелла Престон кинула виклик гендерній упередженості і створила підґрунтя для нових селекційних програм на Центральній дослідній фермі в Оттаві (Онтаріо) та в інших подібних установах.

## Біографія
Ізабелла Престон народилася 4 вересня 1881 року в Ланкастері, Велика Британія, де її батько працював майстром з виготовлення срібних виробів. У дитинстві відвідувала школу-інтернат у Ліверпулі, а згодом навчалася в Лондонському університеті. Займалась садівництвом з раннього віку, допомагаючи батькові у сімейному господарстві. Єдину формальну освіту з садівництва здобула на курсі в коледжі садівництва Swanley в Кенті, який закінчила перед еміграцією до Канади у 1912 році. 31-річна Ізабелла разом зі своєю сестрою Маргарет іммігрувала до Канади після смерті матері. 
Того ж року вступила до сільськогосподарського коледжу в Онтаріо, щоб вивчати селекцію рослин і була однією з небагатьох жінок, що займалися цим предметом у той час. Протягом першого курсу Престон перейшла від аудиторного навчання до практичної роботи під наглядом Джеймса У. Кроу, тодішнього керівника відділу садівництва. У 1913 році Кроу взяв її на роботу в теплиці. З моменту зарахування у коледж і до 1920 року Престон сприяла успішному розведенню різних овочів, фруктів та декоративних рослин, зокрема садових лілій.
Вона здобула міжнародне визнання, представивши відому лілію George C. Creelman, і у 1926 році стала першою жінкою в Канаді, що професійно займалася гібридизацією. Престон написала численні статті з різних тем щодо садівництва, а 1929 року опублікувала першу книгу про вирощування лілій в Канаді — «Садові лілії [Архівовано 20 лютого 2020 у Wayback Machine.]».
Померла 31 грудня 1965 року в Джорджтауні, Онтаріо. Після її смерті 139 книг про садівництво та рослини разом з особистими архівами були передані у бібліотеку Королівського ботанічного саду в Гамільтоні, Онтаріо.

## Кар'єра
У 1920 році (у віці 40 років) Престон переїхала до Оттави, штат Онтаріо і працювала у федеральному уряді на Центральній дослідній фермі Канади. Незабаром їй запропонували посаду фахівця з декоративного селекціонерства. Вона була першою людиною, яка зосередилася виключно на розведенні декоративних рослин.
За всю свою кар’єру Престон вивела близько 200 гібридів рослин,працюючи з ліліями, бузком, яблунями, півоніями та трояндами. Вона створила велику частину різних сортів бузку зі 125 виведених на Центральній дослідній фермі. Виведені нею гібриди бузку та яблунь досі там цвітуть щовесни разом із двома її трояндами.
Серед досягнень: 

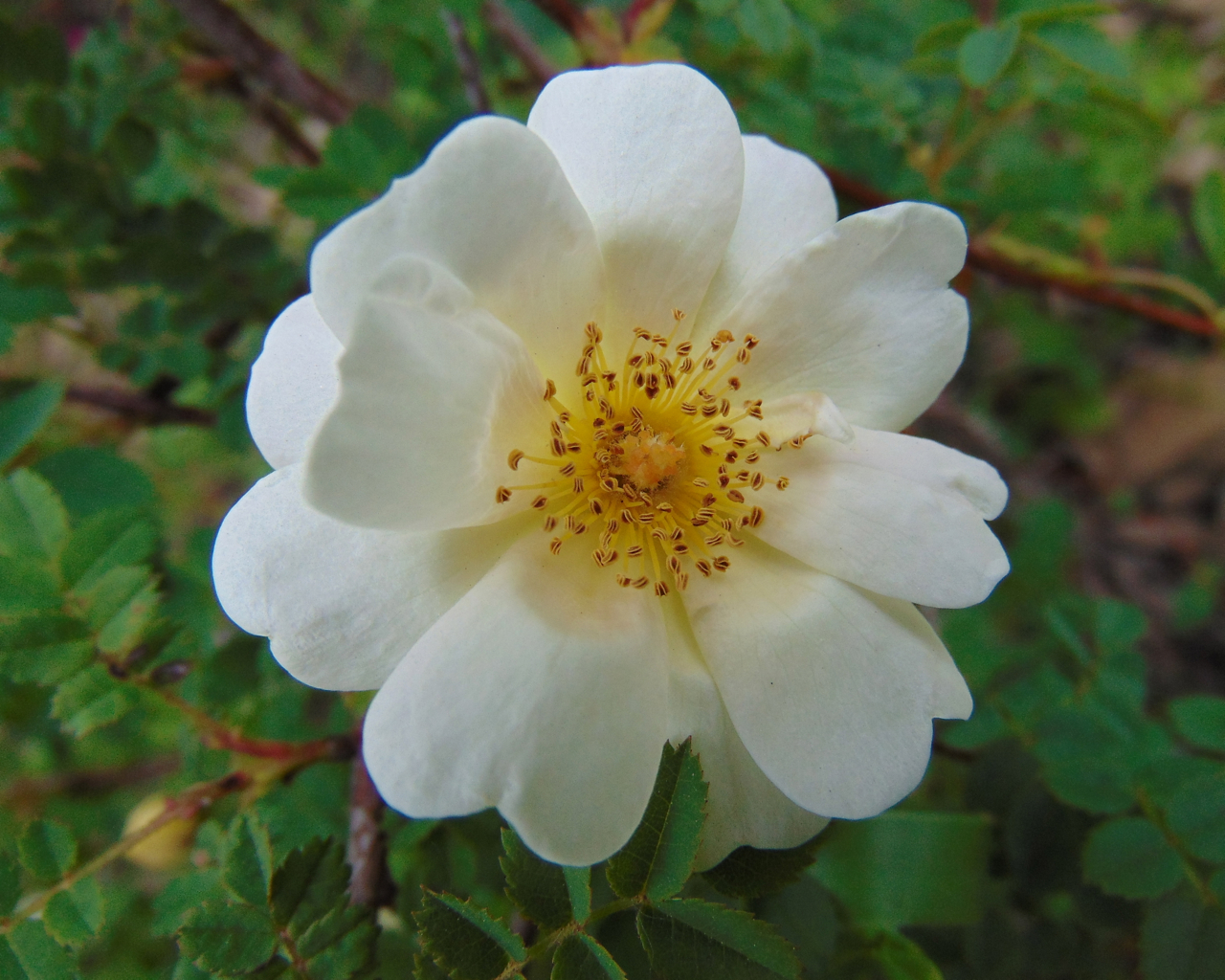
Троянда Orinda

- Працюючи в теплицях сільськогосподарського коледжу, у 1916 році вона схрестила два сорти лілії, сподіваючись створити гібрид, пристосований до канадського клімату. Вони проросли наступного року і потім були вирощені на відкритому ґрунті у 1919 році, коли професор Хатт, ймовірно, натрапив на них. Лілія George C. Creelman була виведена на ринок у 1923 році, вона стала популярною по всьому світу — від Північної Америки до Японії та Австралії[1].
- Бузок Престон (англ. The Preston lilacs) — 52 різновиди, які були витривалими і пізньоквітучими[4], багатьох з них назвали іменами шекспірівських персонажів[7]. Вісімдесят пізньоквітучих сортів Престон занесені до Міжнародного реєстру бузку, хоча лише близько половини з них були розповсюджені в інші установи чи розплідники[8]. Культури «Одрі», «Елінор» та «Ізабелла» отримали нагороди від Королівського садівничого товариства, Лондон, Англія, у 1939, 1951 та 1941 роках відповідно; Bellicent отримав сертифікат першого класу у 1946 році.
- Серія «Лілії стенографа» (англ. The Stenographer lilies) — названа на честь 7 стенографів, що працювали тоді на фермі. Ці лілії мали темно-червоні або помаранчеві квіти, що дивилися назовні та вгору, що було унікальною характеристикою цього виду рослин. П'ять лілій з цієї серії отримали відзнаки від товариств садівництва в Лондоні та Бостоні та стали комерційно успішними.

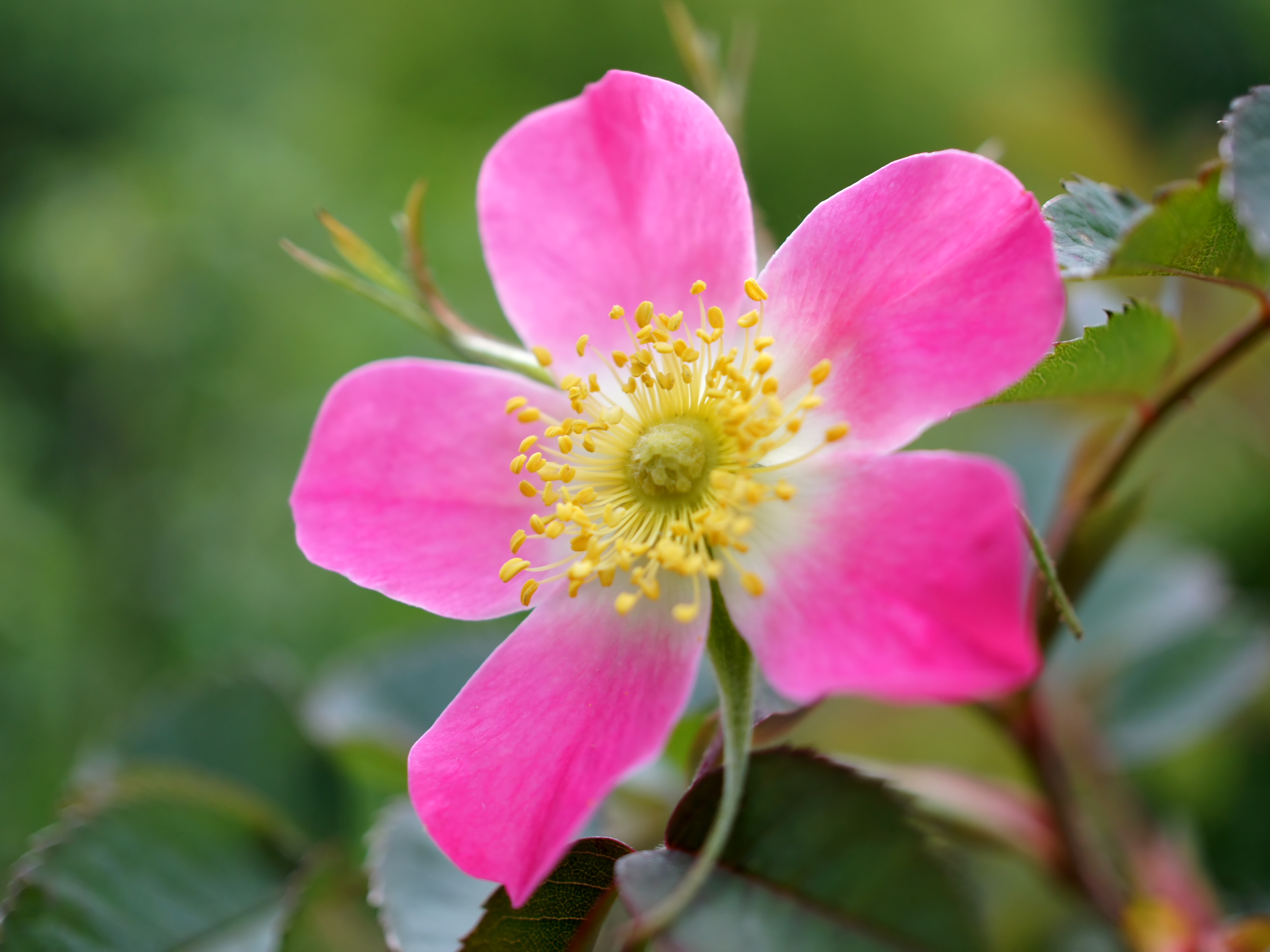
Троянда Carmenetta

- Лілії винищувачів (англ. Fighter Aircraft lilies) названі на честь літаків сил союзників під час другої світової війни.
- Яблуні канадського озера (Canadian Lake crab apples[ru] або Rosyblooms) — 15 витривалих сортів яблунь з кольоровим листям та гарними квітами, названими на честь озер Канади.  Деякі з цих рослин, посаджені ще 1928 року, досі можна знайти в дендропарку та декоративних садах у Центральній дослідній фермі в Оттаві.
- Сибірські іриси (англ. Siberian irises) — названі на честь канадських річок.
- Престонські троянди (англ. Preston roses) — щонайменше 20 витривалих сортів, багато з яких були названі на честь канадських корінних племен (Agassiz, Algonquin, Antenor, Ardelia, Caribou, Carmenetta, Chippewa, Conestoga, Cree, Erie, Huron, Iroquois, Langford, Micmac, Millicent, Mohawk, Nascapee, Orinda, Patricia Macoun, Ojibway, Poliarchus, Regina, Rosania, Sylvander та Valeria)[5]. Хоча ці троянди ніколи не отримували нагород, вони забезпечили базу для роботи доктора Фелісітас Швейда[9], який працював на фермі у 1956–1986 роках та став відомим експертом з троянд у Канаді.

## Відзнаки та нагороди
Престон назвали «Королевою декоративного селекціонерства», а на її честь був названий новий гібридний вид бузку, Syringa prestoniae. Цей вид вивели у результаті схрещування між дикими видами з Китаю, його поява позначила Канаду на «бузковій карті» світу.
У 2005 році Центральна дослідна ферма в Оттаві створила «Колекцію спадщини Престон». У лютому 2007 року Пошта Канади випустила дві нові марки із сортом бузку, розробленим пані Престон.
Вона була співорганізатором Північноамериканського товариства лілій. Відзнака імені Ізабелли Престон була заснована цим товариством на знак визнання її праці. Вона отримала нагороди від багатьох канадських та міжнародних профільних організацій, включаючи довічні членства у Массачусетському садівничому товаристві (Massachusetts Horticultural Society) та Канадському товаристві ірисів (The Canadian Iris Society).
Серед інших помітних нагород — меморіальна медаль Veitch (від Королівського садівничого товариства, Лондон, 1938 р.), Медаль Джексона Доусона (від Массачусетського садівничого товариства (Massachusetts Horticultural Society), 1946 р., Кубок Лайтелла (Комітет Лілій, Королівське садівниче товариство, 1950 р.) та Меморіальна премія Е. Х. Вілсона (Північноамериканське товариство лілій, 1961).